# Агрнъёган
Агрнъёган (устар. Агрн-Ёган) — река в России, протекает по территории Нижневартовского района Ханты-Мансийского автономного округа. Устье реки находится к западу от города Радужного, в 351 км от устья по правому берегу реки Аган. Длина реки — 80 км, площадь водосборного бассейна — 840 км².

## Притоки
- 2 км: Нёрымъёган
- 36 км: Вилат
- 53 км: Оченъяун
- 59 км: Ватьяун
- 65 км: Ланкиёган

## Данные водного реестра
По данным государственного водного реестра России относится к Верхнеобскому бассейновому округу, водохозяйственный участок реки — Обь от впадения реки Вах до города Нефтеюганск, речной подбассейн реки — Обь ниже Ваха до впадения Иртыша. Речной бассейн реки — (Верхняя) Обь до впадения Иртыша.